# Tennessee Central Railway
Le Tennessee Central Railway (sigle de l'AAR: TC) était un chemin de fer américain de classe I spécialisé dans le transport de matières premières au Tennessee. Durant toute son existence il fut aux prises avec des difficultés financières car il apparut tardivement et ses concurrents avaient déjà atteint leurs maturité.
Le réseau d'une longueur de 399 km, reliait Harriman, Tennessee, à Hopkinsville, Kentucky, à l'ouest en passant par Nashville.

## Ancienne route
La route principale reliant Knoxville à Nashville passait par Chattanooga. Mais l'hostilité des anciennes compagnies obligèrent le nouveau venu à construire une route plus coûteuse faisant l'ascension du Plateau des Cumberland entre Cookeville et Crossville.

## Crawford et le Nashville & Knoxville Railroad
Le Nashville and Knoxville Railroad fut créé en mars 1884 par Alexander Crawford, un riche baron de Pennsylvanie qui fit fortune avec l'exploitation du fer. Crawford souhaitait construire une route plus appropriée entre l'est du Tennessee, riche en charbon et minerai, et les marchés situés dans le Middle Tennessee. Il souhaitait également acheminer le charbon et le minerai  de fer vers le nord-est des États-Unis en passant par Cincinnati grâce au Cincinnati Southern Railway, lequel était loué par le Southern Railway et exploité par le Cincinnati, New Orleans and Texas Pacific Railway (CNOTP). La route proposée devait relier Lebanon, Tennessee, à Glen Alice, Tennessee, à l'est, sur environ 200 km.
La section de Lebanon à Gordonville, Tennessee, fut ouverte le 11 août 1888; l'embranchement de Carthage (reliant Hickman Junction à Carthage) fut achevé en décembre 1888. Lorsque Crawford mourut en 1890, la ligne se terminait à Cookeville, totalisant 97 km. Ses fils financèrent le prolongement de la ligne vers l'est jusqu'à Monterey, Tennessee (environ 30 km) ainsi qu'un embranchement de Monterey à Hanging Limb qui fut achevé en 1894.

## Baxter et le Tennessee Central: 1893-1904
Le Tennessee Central Railroad fut créé en août 1893 pour construire une ligne de Monterey (terminus est du Nashville & Knoxville) vers Glen Alice, Tennessee pour réaliser une connexion avec le Cincinnati, New Orleans and Texas Pacific Railway (CNO&TP). Avec Jere Baxter comme président, le but du Tennessee Central Railroad était de relier la rivière Tennessee via Nashville à Knoxville. Une portion fut achevée lorsque la Panique de 1893 frappa les États-Unis. Baxter lui-même perdit sa fortune et le Tennessee Central Railroad fut placé dans les mains d'un administrateur judiciaire en avril 1895. Puisque l'argent ne pouvait être obtenu dans le Tennessee pour compléter son réseau, le charismatique Baxter partit à Saint-Louis, Missouri où il finit par trouver des fonds. Pour financer ses constructions, il émit des reconnaissances de dettes. Il organisa la construction de 4 sections.
En juin 1897, Baxter forma un syndicat qui racheta le Tennessee Central Railroad après le délai de forclusion, et la ligne fut rebaptisé Tennessee Central Railway.
La ligne fut achevée entre Crossville et Emory Gap (au sud d'Harriman) en octobre 1900. En janvier 1901, Baxter loua le Kingston Bridge and Terminal Railway pour une durée de 99 ans, et le mois suivant, il loua le Cumberland Plateau Railroad (reliant Campbell Junction à Isoline).
Durant des décennies cette compagnie connu des malheurs financiers et dut se battre contre l'hostilité des autres chemins de fer déjà établis. Ainsi le Louisville and Nashville Railroad et sa filiale Nashville, Chattanooga and St. Louis Railway, lui interdirent d'arriver dans leur gare d'Union Station à Nashville. Le 5 février 1901, Baxter constitua la Tennessee Central Railway Company pour permettre la construction d'une ligne de jonction entre la Nashville Terminal Company à Nashville et le Nashville & Knoxville à Lebanon. La section Nashville-Lebanon serait achevée en avril 1902.
Baxter créa le Nashville and Clarksville Railroad le 16 avril 1901, puis amenda la charte le 30 juin 1901 pour déplacer le terminus nord-ouest de Clarksville vers un point situé sur la frontière Kentucky-Tennessee dans le Comté de Montgomery.
Le Tennessee Central Railroad racheta le Tennessee Central Railway, la Tennessee Central Railway Company, et le Nashville and Knoxville Railroad. Il loua également la Nashville Terminal Company pour une durée de 99 ans, et racheta le Cumberland Plateau Railroad.
Le 4 mai 1903, Jere Baxter renonça à son poste de président du TC, et fut remplacé par N. C. Chapman. Baxter resta cependant membre du conseil d'administration.
Un embranchement pour le charbon reliant Hanging Limb, Tennessee, à Crawford fut achevé en juin 1093, et fut prolongé jusqu'à Wilder en décembre 1903.
Le premier train circula sur la Western Division entre Nashville et Ashland City en octobre 1903.
February, 1904 - La Western Division atteignit Hopkinsville, Kentucky, (153 km) en février 1904 permettant une connexion avec l'Illinois Central Railroad. Également en 1904, le terminus est fut prolongé de Emory Gap à Harriman, autorisant une connexion avec le Southern Railway.
Jere Baxter mourut au milieu de l'année 1904, et les problèmes financiers du passé refirent surface. Le TC finit par retomber dans les mains des administrateurs judiciaires le 31 décembre 1912, pour y rester jusqu'à début janvier 1922.

## Les années Davis: 1922-1945
Le TC fut vendu le 10 janvier 1922 à un groupe d'investisseurs conduit par Paul M. Davis, ce qui permit d'annuler les reconnaissances de dettes. Le TC fut rebaptisé Tennessee Central Railway. Le président Hugh Wright Stanley réussit à rendre la ligne profitable, excepté en 1932 et 1933, et fut maintenu à son poste jusqu'en 1945.
Le service voyageur sur la Western Division fut arrêté en 1930.
Le TC acheta sa première locomotive Diesel-Electrique (n°50) en 1939 pour l'utiliser en service régulier à Nashville; en 1941, il acquit une seconde locomotive du même type (n°51). Il racheta également plusieurs locomotives à vapeur auprès du New York Central Railroad.
Une courte amélioration financière exista au début des années 1940 pendant la Seconde Guerre mondiale. Le TC transportait des soldats et du matériels de guerre. Pour les besoins de son service marchandise, le TC alla jusqu'à racheter à l'Illinois Central Railroad quelques-unes de ses locomotives à vapeur adaptées à son service voyageur. De plus, 4 locomotives 2-6-6-2 de type Mallet furent rachetées au Norfolk and Western Railway pour servir dans les zones montagneuses. Mais après la guerre le trafic fléchit à nouveau.

## La période Armstrong: 1946-1968
Des pertes apparurent de nouveau dès 1946, et un groupe d'investisseurs mené par J.L. Armstrong racheta le TC au groupe Davis. Le TC acheta 3 locomotives (n°75-77) de 1000 cv à Baldwin Locomotive Works  en 1948, et 6 diesel (n°801-805) à American Locomotive Company en 1949.
En 1952, le TC avait 19 locomotives diesels et encore quelques locomotives à vapeur qui finirent par disparaître totalement du parc moteur en 1956.
Le financement provenait d'un prêt accordé par Le Gouvernement Fédéral via la Reconstruction Finance Corporation accorda un prêt au TC afin qu'il pût acheter 200 wagons-trémies pour approvisionner en charbon la première unité de la centrale thermique Kingston Fossil Plant de la Tennessee Valley Authority qui commença son activité en 1954. Le service voyageur déficitaire fut stoppé le 31 juillet 1955 sur l'Eastern Division. En 1956, le TC acheta 2 locomotives diesels RS-3's (n°259-260) et des trémies à charbon grâce à un autre prêt de la Reconstruction Finance Corporation. Le TC fut profitable de 1949 à 1956. Mais en 1957, la Tennessee Valley Authority annonça qu'elle n'utiliserait plus le charbon du TC. Le Tennessee Central acheta néanmoins 2 diesels RS-36's (n°301-302) en 1962, 3 RS-36's (n°303-305) en 1963; 2 C-420's (n°400-401) en 1966, plus 3 ex-Reading Railroad RS-3's achetée en seconde main auprès de Alco Products, Inc.
W. W. Glenn fut nommé président, mais malgré ses efforts il ne put empêcher l'effondrement du trafic. Le TC, ne pouvant rembourser la Reconstruction Finance Corporation, finit par faire faillite pour la troisième et dernière fois le 31 mai 1968.

## Le démantèlement
A. Battle Rodes fut nommé administrateur pour la faillite du TC dont les dettes s'élevaient à 10 millions de dollars. Rodes envisagea l'abandon de la ligne mais de nombreux emplois et industries dépendaient du TC. Le Louisville and Nashville Railroad racheta 10 locomotives (n°248-250, 301-305, 400-401) et 25 wagons au TC ce qui lui permit de poursuivre son activité. Le L&N relouaient ces locomotives au TC. Le 31 août 1968, le TC exploita son dernier train, et tous ses biens furent vendus pour payer ses dettes. Sa ligne fut partagée en 3 sections qui furent vendues comme suit: 
- l'Illinois Central Railroad racheta la portion Hopkinsville – Nashville (alias Western Division) pour 600 000 $
- son vieux rival le Louisville and Nashville Railroad reprit la section Nashville - Crossville pour 525 000 $
- le Southern Railway racheta le segment Crossville - Harriman pour 340 000 $

La ligne de ceinture autour de Nashville avait été vendue à l'État du Tennessee en 1965 pour permettre la construction de l'autoroute Interstate 440. Le TC aurait obtenu un droit de passage sur le L&N lui permettant de relier ses divisions ouest et est à Nasville.
Actuellement, le Norfolk Southern Railway exploite l'extrémité est de l'ex-TC; le Nashville & Eastern Railroad la portion Nashville / Lebanon; et le Nashville & Western Railroad (constitué en 2000) la portion Nashville / Ashland City de l'Illinois Central Railroad.

## Les vestiges
Le TC exista durant 80 ans et joua un rôle important dans le développement économique des régions desservies. Dans les petites villes il reçut le surnom de "The Route of Personal Service". Le Tennessee Central Railway Museum est installé dans l'ancien atelier mécanique du TC à Nashville. Un autre bâtiment sans inscription existe près de l'Interstate 440.

## Traduction
- (en) Cet article est partiellement ou en totalité issu de l’article de Wikipédia en anglais intitulé « Tennessee Central Railway » (voir la liste des auteurs).